# Basileios Chalkocheir
Basileios, Beiname Chalkocheir („Kupferhand“; mittelgriechisch Βασίλειος ὁ Χαλκόχειρ, † um 932 in Konstantinopel), war ein byzantinischer Usurpator gegen Kaiser Romanos I.

## Leben
Basileios stammte aus Makedonien und gab vor, der in Wahrheit bei einem Usurpationsversuch im Juli 913 getötete Konstantin Dukas zu sein. Um 930 scharte er im Gebiet des Themas Opsikion eine größere Zahl Anhänger um sich, bis er gefangen genommen und nach Konstantinopel gebracht wurde, wo man ihm eine Hand abschlug. Basileios konnte jedoch zurück ins Opsikion fliehen, wo er sich eine kupferne Hand anfertigen ließ. Mit seinen Gefolgsleuten besetzte er die thrakesische Festung Plateia Petra (bei Thyatira) und unternahm von dort aus Raubzüge, musste sich aber schließlich einem von Romanos I. entsandten Heer ergeben. In Konstantinopel ließ der Kaiser den Usurpator auf dem Amastrianon verbrennen.